# Ertingen
Ertingen è un comune tedesco di 5 444 abitanti situato nel land del Baden-Württemberg.